# Random Lake
Random Lake é uma vila localizada no estado norte-americano de Wisconsin, no Condado de Sheboygan.

## Demografia
Segundo o censo norte-americano de 2000, a sua população era de 1551 habitantes.
Em 2006, foi estimada uma população de 1606, um aumento de 55 (3.5%).

## Geografia
De acordo com o United States Census Bureau tem uma área de
4,1 km², dos quais 3,3 km² cobertos por terra e 0,8 km² cobertos por água. Random Lake localiza-se a aproximadamente 271 m acima do nível do mar.

## Localidades na vizinhança
O diagrama seguinte representa as localidades num raio de 12 km ao redor de Random Lake.